# U 564
U 564 war ein U-Boot vom Typ VII C, das von der deutschen Kriegsmarine in der Atlantikschlacht während des Zweiten Weltkrieges eingesetzt wurde. Auf seinen neun Unternehmungen versenkte es 18 Handelsschiffe mit 95.544 BRT und ein Kriegsschiff mit 900 t. Am 14. Juni 1943 wurde es nordwestlich von Kap Ortegal versenkt, wobei 28 Besatzungsmitglieder starben. 18 Mann der Besatzung wurden von U 185 gerettet und von den beiden deutschen Zerstörern Z 24 und Z 25 nach Bordeaux gebracht.

## Geschichte
Der Bauauftrag für dieses Boot wurde am 24. Oktober 1939 an die Werft Blohm & Voss in Hamburg vergeben. Am 30. März 1940 wurde U 564 dort auf Kiel gelegt. Es lief am 7. Februar 1941 vom Stapel und wurde am 3. April 1941 unter Oblt.z.S. Reinhard Suhren in Dienst gestellt. Am 1. Oktober 1942 übernahm Oblt.z.S. Hans Fiedler das Boot.
Bis zum 1. Juni 1941 war U 564 als Ausbildungsboot der 1. U-Flottille in zugeteilt und in Kiel stationiert. In dieser Zeit unternahm Kommandant Suhren Ausbildungsfahrten in der Ostsee zum Einfahren des Bootes und zum Training der Besatzung. Hierzu gehörten das Einüben der Reaktion auf Notsituationen in der Danziger Bucht vor der Halbinsel Hel und das Erlernen taktischer Maßgaben der von Karl Dönitz entwickelten Rudeltaktik in der östlichen Ostsee. Danach gehörte U 564, bis zu seiner Versenkung, als Frontboot zur 1. U-Flottille in Brest. Wie die meisten deutschen U-Boote seiner Zeit hatte auch U 564 ein bootsspezifisches Symbol und einen typischen Spruch, dieser lautete „3 mal schwarzer Kater“. An der Frontseite des Turmes war ein schwarzer Kater, der einen Buckel macht, aufgemalt. Darunter befand sich der Schriftzug „3x“. Suhren hatte für sein Boot das Wappen von U 48, auf dem er als I. WO gedient hatte, gewählt. Die Patenstadt von U 564 war Zweibrücken.

### Einsätze
U 564 absolvierte während seiner Dienstzeit neun Unternehmungen, in deren Verlauf Kommandant Suhren insgesamt 18 Handelsschiffe mit 95.544 BRT sowie ein Kriegsschiff mit 900 Tonnen versenkte. Vier Handelsschiffe mit 28.907 BRT wurden beschädigt.

#### Erste Unternehmung
Am 17. Juni 1941 lief U 564 von Kiel zu seiner ersten Feindfahrt aus. Operationsgebiet war der Nordatlantik. Zunächst wurde das Boot in die Gewässer vor Grönland beordert, wo U 564 meteorologische Daten sammelte. Nachdem Suhren sich per Funk gegenüber der U-Bootführung für einen offensiveren Einsatz ausgesprochen hatte, wurde dem Boot ein südlicheres und befahreneres Seegebiet zugewiesen. Auf dieser Fahrt konnten drei Handelsschiffe mit 18.678 BRT versenkt sowie ein weiteres mit 9.467 BRT beschädigt werden. Am 27. Juli 1941 lief es in Brest ein.

#### Zweite Unternehmung
Am 16. August 1941 verließ U 564 Brest und lief bereits am 27. August 1941 wieder dort ein. Das Operationsgebiet lag im Atlantik westlich von Gibraltar. Dort konnten am 22. August 1941 zwei Schiffe mit 1.687 BRT sowie die Korvette HMS Zinnia (900 t) aus dem Geleitzug OG-71 versenkt werden.

#### Dritte Unternehmung
U 564 lief am 16. September 1941 von Brest aus und am 1. November 1941 in Lorient ein. Es operierte in diesen sechs Wochen westlich von Gibraltar sowie im Nordatlantik. Auf dieser Fahrt wurden am 24. Oktober 1941 aus dem Geleitzug HG-75 drei Schiffe mit 7.198 BRT versenkt. Nach dieser Fahrt wurde der Kommandant, Reinhard Suhren, am 1. Januar 1942 zum Kapitänleutnant befördert.

#### Vierte Unternehmung
Dieser Einsatz begann am 11. Januar 1942 in Lorient. Am nächsten Tag machte U 564 Station in La Pallice. Von dort lief das Boot dann am 18. Januar 1942 zu seiner vierten Unternehmung aus. Das Operationsgebiet lag vor der Ostküste der Vereinigten Staaten. Dort konnte ein Schiff mit 11.410 BRT versenkt sowie ein weiteres mit 6.195 BRT durch Artilleriebeschuss beschädigt werden. Aufgrund der Länge der Unternehmung war U 564, obwohl es noch über genügend Torpedos verfügte, Mitte Februar knapp an Treibstoff. Die U-Bootführung hatte zunächst U 103 dazu vorgesehen, Suhrens Boot zu versorgen, aber das Zusammentreffen kam aufgrund schlechten Wetters und mangelhafter Navigation nicht zu Stande. Schließlich wurde das ebenfalls in der Nähe unter dem Kommando von Oberleutnant zur See Harald Gelhaus operierende U 107 zu einem Treffen mit U 564 beordert. Am Treffpunkt rammte Gelhaus größeres Typ IX-Boot jedoch Suhrens Boot. Die Kollision riss die Steuerbordseite von U 564 auf und zertrümmerte alle vier Bugtorpedorohre. Wegen dieser Kollision mit U 107 vor Kap Hatteras entschied sich Kommandant Suhren, die Unternehmung abzubrechen. Am 6. März 1942 erreichte das Boot Brest.

#### Fünfte Unternehmung
U 564 lief am 4. April 1942 von Brest aus. Das Operationsgebiet war wieder die amerikanische Ostküste, insbesondere die Floridastraße. Dort konnten vier Schiffe mit 24.390 BRT versenkt sowie zwei Schiffe mit 13.245 BRT beschädigt werden.
Die Versenkung des Tankers Potrero del Llano am 14. Mai 1942 im Golf von Mexiko vor Miami leitete den Kriegseintritt von Mexiko ein, das schließlich am 28. Mai 1942 Deutschland, Italien und Japan den Krieg erklärte, als U 106 am 21. Mai mit der Faja de Oro den zweiten Öltransporter versenkte.

#### Sechste Unternehmung
U 564 lief am 9. Juli 1942 von Brest aus. Das Operationsgebiet lag diesmal in der Karibik. Bereits vor Beginn der Unternehmung war Kommandant Suhren vom BdU Dönitz mitgeteilt worden, dass er als Lehrgangsleiter bei der 3. U-Lehrdivision in Gotenhafen vorgesehen war. Auf seiner letzten Unternehmung als Kommandant eines Frontbootes fuhr zudem ein Kameramann der Propagandakompanie mit. Aufgrund der Länge der Unternehmung wurde U 564 unterwegs von dem Versorgungs-U-Boot U 459, einer sogenannten „Milchkuh“, mit Treibstoff und Lebensmitteln versorgt. Auf dieser 72-tägigen Fahrt konnten insgesamt fünf Schiffe mit 32.181 BRT versenkt werden. Am 1. September 1942 wurde Kapitänleutnant Suhren zum Korvettenkapitän befördert. Ferner wurde ihm die Verleihung der Schwerter zum Eichenlaub des Ritterkreuzes mitgeteilt. Am 18. September 1942 lief das Boot wieder in Brest ein.

#### Siebente Unternehmung
Am 27. Oktober 1942 lief U 564, nunmehr unter der Führung von Oberleutnant zur See Hans Fiedler, aus Brest aus. Auf dieser 65-tägigen Feindfahrt in den mittleren Atlantik wurden keine Schiffe versenkt oder beschädigt. Am 30. Dezember 1942 lief das Boot in Brest ein.

#### Achte Unternehmung
U 564 lief am 11. März 1943 zur achten Unternehmung von Brest aus und erreichte Bordeaux am 15. April 1943. Auf diesem 36-tägigen Einsatz im Nordatlantik wurden keinerlei Schiffe versenkt oder beschädigt.

#### Neunte Unternehmung
Die am 15. Mai 1943 in Bordeaux begonnene Unternehmung musste vorzeitig abgebrochen werden. Auch beim zweiten Versuch am 31. Mai 1943 musste U 564 umkehren. Am 9. Juni 1943 lief das Boot erneut aus. Am Abend des 13. Juni 1943 wurde das Boot aus der Luft auf der Position 44° 30′ N, 15° 0′ W von einer Sunderland “U” des 228. RAF-Geschwaders angegriffen und schwer beschädigt. Es gelang zwar die Maschine abzuschießen, wobei die gesamte Flugzeugbesatzung zu Tode kam, doch U 564 musste den Rückmarsch nach Bordeaux antreten. Das in der Nähe stehende U 185 sollte dabei Geleitschutz geben. Am Nachmittag des nächsten Tages wurde U 564 zwei Stunden aus der Luft beobachtet, durch Fühlungshalter-Signale markiert, schließlich angegriffen und versenkt. Auf dieser sechstägigen Fahrt wurden keine Schiffe versenkt oder beschädigt.

### Versenkungen
| Datum            | Name              | Flagge                 | Tonnage (BRT) | Lage |
| ---------------- | ----------------- | ---------------------- | ------------- | ---- |
| 27. Juni 1941    | Maasdam           | Niederlande            | 8.812         | Lage |
| 27. Juni 1941    | Malaya II         | Vereinigtes Königreich | 8.651         | Lage |
| 29. Juni 1941    | Hekla             | Island                 | 1.215         | Lage |
| 22. August 1941  | Clonlara          | Irland                 | 1.203         | Lage |
| 22. August 1941  | Empire Oak        | Vereinigtes Königreich | 484           | Lage |
| 22. August 1941  | HMS Zinnia        | Vereinigtes Königreich | 900           | Lage |
| 24. Oktober 1941 | Alhama            | Vereinigtes Königreich | 1.352         | Lage |
| 24. Oktober 1941 | Ariosto           | Vereinigtes Königreich | 2.176         | Lage |
| 24. Oktober 1941 | Carsbreck         | Vereinigtes Königreich | 3.670         | Lage |
| 11. Februar 1942 | Victolite         | Kanada                 | 11.410        | Lage |
| 3. Mai 1942      | Ocean Venus       | Vereinigtes Königreich | 7.174         | Lage |
| 8. Mai 1942      | Ohioan            | Vereinigte Staaten     | 6.078         | Lage |
| 9. Mai 1942      | Lubrafol          | Panama                 | 7.138         |      |
| 14. Mai 1942     | Potrero del Llano | Mexiko                 | 4.000         | Lage |
| 19. Juli 1942    | Empire Hawksbill  | Vereinigtes Königreich | 5.724         | Lage |
| 19. Juli 1942    | Lavington Court   | Vereinigtes Königreich | 5.372         | Lage |
| 19. August 1942  | British Consul    | Vereinigtes Königreich | 6.940         | Lage |
| 19. August 1942  | Empire Cloud      | Vereinigtes Königreich | 5.969         | Lage |
| 30. August 1942  | Vardaas           | Norwegen               | 8.176         | Lage |

### Untergang
Am 14. Juni 1943 wurde U 564 durch die Wasserbomben eines britischen Whitley-Flugzeugs unter Sergeant A.J. Benson der 10. Operational Training Unit ca. 115 sm (210 km) nordwestlich von Kap Ortegal auf der Position 44° 17′ N, 10° 25′ W versenkt. Eine Wasserbombe detonierte direkt unter U 564 und hob den Bug empor. Dann sank das U-Boot über das Heck. In einem Ölteppich trieben einige Überlebende. Von den 46 Mann der Besatzung konnten sich 18 retten. Sie wurden von U 185 gerettet und danach von den beiden Zerstörern Z 24 und Z 25 übernommen, die dem U-Boot entgegengelaufen waren, um schließlich in Bordeaux an Land gebracht zu werden.
Auch die angreifende Maschine war durch das Abwehrfeuer von U 564 und U 185 schwer beschädigt worden. Zunächst versagte die Hydraulik, dann fiel der rechte Motor aus. Die Whitley musste am Abend gegen 20.00 Uhr notwassern, und die Besatzung rettete sich in einem Schlauchboot. Die Flugzeugbesatzung wurde nach drei Tagen von einem französischen Fischkutter aufgenommen und geriet später in deutsche Kriegsgefangenschaft.
Kommandant Hans Fiedler überlebte zwar die Versenkung von U 564, fiel aber am 31. Juli 1944 als Kommandant von U 333 mit dessen gesamter Besatzung.